# Ferrières, Somme
Ferrières är en kommun i departementet Somme i regionen Hauts-de-France i norra Frankrike. Kommunen ligger i kantonen Picquigny som tillhör arrondissementet Amiens. År 2022 hade Ferrières 483 invånare.

## Befolkningsutveckling
Antalet invånare i kommunen Ferrières
| Referens: INSEE |